# Jordi Mayoral
Jordi Mayoral (Tarragona, 1982) és un promotor cultural català.
Galerista, amb un interès per reposicionar grans noms, recuperar narratives oblidades i projectar nous artistes, ha promogut exposicions a la Galeria Mayoral de Joan Miró, Pablo Picasso, Salvador Dalí, Antoni Tàpies i José Pérez Ocaña i Mari Chordà, exposant-los als seus espais de Barcelona i de París i a fires com Art Basel, Art Basel Miami, Art Basel Hong Kong, TEFAF Maastricht i ARCOMadrid.

És autor de cinc llibres Visions de Catalunya (editat per Comanegra), Futbol és futbol (editat per Mina), Independència (editat per Mina), de la primera crònica d'un universitari Ja m'he llicenciat! (publicat a Internet) i Adeu, crisi (publicat a Internet). Alhora, col·labora amb diversos mitjans de comunicació com El Punt Avui.
Entre 2005 i 2013 fou director adjunt del Museu de Joguets de Verdú, on va comissariar diverses exposicions temporals d'art, de futbol i de teatre.

## Llibres publicats
- Futbol és futbol[3]
- Independència[4]
- Ja m'he llicenciat![5]
- Adeu, crisi[6]
- Visions de Catalunya[7]